# Cleandro di Gela
Cleandro Patareo (... – Gela, 498 a.C. o 497 a.C.) è stato il primo tiranno di Gela.
Di Cleandro sappiamo innanzitutto che era figlio di Pantare. Non è invece chiaro come sia assurto al potere.
Da Erodoto sappiamo che la città era afflitta da una stasis, un rivolgimento intestino, in conseguenza del quale una delle fazioni in città si sarebbe rifugiata in un centro siculo, Maktorion. Pare che in questi sviluppi un ruolo di rilievo abbia avuto Teline, un antenato di Gelone. Sembra che Teline riportasse in patria la propria fazione, rivendicando per sé e per i propri discendenti la funzione di ierofante di Demetra e Kore. Se tale stasis sia da attribuire alla composizione etnica dei fondatori di Gela (in parte Rodii e in parte Cretesi), la vicenda di Teline va allora collocata in prossimità della fondazione della città, in analogia con quanto accaduto ad Akragas con Falaride. È anche possibile che l'intera storia sia un'invenzione posteriore, tesa a legittimare l'operato successivo di Gelone.
Sia come sia, Cleandro conquista il potere tra il 505 e il 504 a.C. Aristotele (Politica, 5, 12, 1316a) associa Cleandro a Panezio di Lentini: entrambi sono aristocratici che divergono dai propri interessi di classe. Il passo aristotelico rinvia all'esistenza di un regime oligarchico precedente la tirannia di Cleandro. L'origine aristocratica di Cleandro sembra confermata da una placca di bronzo (che dovette servire da basamento per una statuetta, probabilmente di soggetto equestre). Tale placca, rinvenuta a Olimpia, contiene una dedica, che recita: "Pantare di Gela, figlio di Menecrate": è assai probabile che tale Pantare sia il padre di Cleandro. La dedica, databile alla settantottesima olimpiade (512-508 a.C.), intende ricordare una vittoria olimpica alla quadriga e rinvia ad una famiglia aristocratica, dedita all'allevamento di cavalli (e la Piana di Gela era ai tempi una delle migliori zone per questa attività, tant'è che le prime monete coniate a Gela, sembra ad opera di Ippocrate, raffiguravano un cavaliere nudo in groppa ad un cavallo). Il dato pare riscontrare un precoce interesse della nobiltà isolana alla partecipazione ai giochi panellenici, certamente in un'ottica di prestigio e autorappresentazione. Pantare è il primo magnate siceliota di cui siamo a conoscenza che abbia partecipato alla quadriga.
La tradizione indica in sette anni la durata della permanenza di Cleandro al potere, il quale viene poi ucciso nell'ambito di una congiura, probabilmente orchestrata dall'elemento aristocratico, nel 498 o 497 a.C. Ma il moto restauratore non ha successo, perché il posto di Cleandro viene preso dal fratello Ippocrate, con il sostanziale aiuto di una sua guardia del corpo e poi suo ipparco, Gelone (futuro tiranno di Gela e poi di Siracusa). Ippocrate governerà per altri sette anni e che rappresenterà un'importante figura di passaggio, in Sicilia, dalle forme arcaiche di tirannia a quelle successive, espresse in particolare dalle dinastie dei Dinomenidi e degli Emmenidi.